# آشلي فليتشر
آشلي فليتشر (بالإنجليزية: Ashley Fletcher)‏ (2 أكتوبر 1995 المملكة المتحدة - ) هو لاعب كرة قدم بريطاني، يلعب كمهاجم.

## روابط خارجية
- آشلي فليتشر على موقع الدوري الأمريكي (الإنجليزية)
- آشلي فليتشر على موقع قاعدة بيانات كرة القدم.إي يو (الإنجليزية)
- آشلي فليتشر على موقع Soccerbase.com (لاعب) (الإنجليزية)
- آشلي فليتشر على موقع Soccerway.com (الإنجليزية)
- آشلي فليتشر على موقع عالم كرة القدم.نت (الإنجليزية)
- آشلي فليتشر على موقع AS.com (الإسبانية)